# Тиберий Юлий Юлиан
Тиберий Юлий Юлиан (на латински: Tiberius Iulius Iulianus) e политик и сенатор на Римската империя през 2 век.
Произлиза от фамилията Юлии. Жени се за Юлия Квинтилия Изаврика, дъщеря на Тиберий Юлий Целс Полемеан (суфектконсул 92 г.) и сестра на Тиберий Юлий Аквила Полемеан (суфектконсул 110 г.).
През 129 г. Юлий е суфектконсул заедно с Каст.